# Hiện tượng quan sát thấy UFO ở Na Uy
Đây là danh sách những trường hợp được cho là đã nhìn thấy vật thể bay không xác định hoặc UFO ở Na Uy.

## 1986
Vào buổi tối ngày 13 tháng 7 năm 1986, tại một trang trại trên núi gần Torpo, cặp vợ chồng Tova và Tonning bất chợt nhìn thấy hai vật thể sáng trên bầu trời. Ông Tonning đã bèn quay lại một bộ phim cho thấy cảnh tượng các vật thể bị nhìn thấy đang chuyển động. Bộ phim này do một tổ chức nghiên cứu UFO gọi là Ground Saucer Watch (GSW) tiến hành phân tích. Theo lời GSW cho biết thì không có bằng chứng nào về một trò lừa bịp; chuyển động của các vật thể nêu trên là do chuyển động của máy ảnh do nhiếp ảnh gia gây ra; thiếu các điểm tham chiếu trong đống ảnh chụp hoặc băng video nên không thể đưa ra câu trả lời kết luận về bản chất của những vật thể này. Các chuyên gia khác đã xác định các vật thể sáng là Sao Mộc và Arcturus.

## 2006
Vào buổi tối ngày 21 tháng 8 năm 2006, một hiện tượng ánh sáng kỳ lạ được nhiều người cho biết đã nhìn thấy trên bầu trời khắp miền bắc Na Uy, từ Finnsnes ở Troms cho đến Bodø tại Nordland. Quả cầu phát sáng có màu xanh lá cây đang di chuyển với tốc độ lớn trên bầu trời đêm và được các nhân chứng mô tả là lớn hơn nhiều so với một chiếc máy bay. Hàng trăm người đã nhìn thấy vật thể này bèn liên lạc với cảnh sát và lực lượng bảo vệ bờ biển. Một số người tin tưởng và các tờ báo tuyên bố nửa vời rằng đó là UFO, và trong suốt một thời gian thì mọi người vẫn coi đây là vật thể bay không xác định. Vài ngày sau, hiện tượng này được giải thích là sao băng.

## 2009
Ngày 9 tháng 12 năm 2009, nhiều người chứng kiến, quay phim và chụp ảnh được luồng ánh sáng xoắn ốc màu xanh lam ở Na Uy. Không rõ trách nhiệm về vụ việc, tin tức của Na Uy nói rằng ánh sáng và hình xoắn ốc này là do một vụ phóng tên lửa thất bại của Nga gây ra.